# Fluidika
Fluidika (prema fluid = plin ili tekućina) je grana fizike i tehnike koja obuhvaća proučavanje i primjenu strujanja fluida za prenošenje i preradu informacija. Njezinu djelokrugu pripada i razvoj fluidičkih dijelova ili elemenata (sastavnih dijelova), sklopova i uređaja koji služe toj svrsi. Kao radni fluid u tim uređajima služe plinovi – uzduh (zrak), ispušni plinovi, ugljični dioksid – i kapljevine – kao voda, ulje i drugo. Fluidički dijelovi i sklopovi mogu normalno raditi i u uvjetima kao što su zagađena i agresivna okolina, eksplozivna atmosfera, ionizirajuća zračenja i magnetska polja, niske temperature do – 50 i visoke temperature do oko + 1 000 °C, vibracije, udari i slično.
Za određena stanja strujanja fluida vrijede matematičke jednadžbe koje su po obliku slične jednadžbama za električnu struju; u tim slučajevima, može se govoriti o srodnosti (analogiji) između fluidičkih i električnih pojava te o srodnosti između veličina koje ulaze u jednadžbe fluidike i veličina koje ulaze u formalno identične jednadžbe elektrike.

## Vanjske poveznice
|  | Zajednički poslužitelj ima još gradiva o temi Fluidika |